# Aintzane Encinas
Aintzane Encinas Gómez (San Sebastián, Guipúzcoa, 22 de abril de 1988) es una exfutbolista española. Jugaba como delantera y desarrolló su carrera profesional en la Real Sociedad, formando parte del equipo femenino desde su creación hasta 2017, año de su retirada.

## Biografía
Aintzane Encinas, licenciada en Ciencias de la Actividad Física y el Deporte (INEF), compaginó sus estudios con el fútbol. Tiene titulación Nacional de Entrenadora y es docente de la Escuela Guipuzcoana de Entrenadores de Fútbol. Ha colaborado con el periódico deportivo MARCA y El Diario Vasco.
En 2015 fundó Gaben Club Deportivo, donde ostenta el cargo de presidenta. En 2016 creó el torneo internacional femenino de fútbol y fútbol sala, la Tximist Cup,  prestigioso torneo femenino internacional donde han participado más de 5000 jugadoras y clubes de renombre. Se realiza en homenaje a Juan Carlos Samaniego «Tximist», quien fuera preparador físico de la Real Sociedad y de multitud de deportistas vascos. Seis meses después del fallecimiento de Samaniego, se celebró la primera edición del torneo.

## Trayectoria

### Jugadora
Su familia fue su mayor pilar en su trayectoria deportiva. Comenzó a jugar a fútbol a los 5 años, en el patio del colegio Mundaiz, donde solía acompañar a su hermano y a sus amigos. Después, pasó a formar parte del equipo del colegio hasta que cumplió los 14 años.
Durante una temporada jugó en el Añorga KE, siendo una de las jugadoras más destacadas del club, hasta que en 2004 fichó por la Real Sociedad.
Se unió al primer equipo de la Real Sociedad cuando tenía 16 años, siendo la bejamina de la plantilla, y permaneció como jugadora profesional durante 13 temporadas seguidas, pese a recibir ofertas de otros clubs. Su posición era delantera y acumuló 388 partidos oficiales con la Real, parte de ellos, como capitana del equipo.
En su primera temporada (2004-2005) con el equipo txuri-urdin logró el ascenso a Primera Nacional y, en la siguiente, a la Primera División Femenina. En la temporada 2012-2013, conquistaron la II Copa de Fútbol Femenino de Euskal Herria, al ganar por 2-0 al Athletic de Bilbao, con goles de Naiara Beristain y Marina Agoües.
Su trayectoria deportiva cuenta también con participaciones en la Selección de Fútbol de Euskadi, donde era una habitual y  ejerció como capitana en varios encuentros.
Aintzane fue convocada en las categorías inferiores de la Selección Femenina de Fútbol de España, con la que participó en la Copa Mundial Femenina de Fútbol Sub-20, disputada en 2004 en Tailandia.

### Entrenadora
Desde la temporada 2018-2019, el equipo femenino de la Real Sociedad cuenta con un filial, la Real Sociedad B,  que compite en la Competición Territorial Femenina de Guipúzcoa, en la categoría División de Honor. Xabier Illarreta y Aintzane Encinas forman la dirección técnica del equipo, junto con Ander Ruiz e Iker Domínguez en las labores de entrenador de porteras y preparador físico.
Antes de la creación del equipo filial, Encinas ya formaba parte del organigrama técnico de la sección femenina de la Real Sociedad, llevando a cabo los entrenamientos de tecnificación con jugadoras de los clubs afiliados de la provincia y entrenando al equipo infantil.

### Seleccionadora
Fue parte del cuerpo técnico en el noveno encuentro de la historia de la Selección de Euskadi, que disputó frente a la República Checa, el 25 de noviembre de 2017 en el Estadio de Ipurúa. Ese partido sirvió también para conmemorar el 80 aniversario de la creación del combinado de Euskadi de fútbol.
En 2018, fue seleccionadora de la selección femenina de Guipúzcoa y ese año ganó el triangular donde se enfrentaron contra las selecciones de Álava y Bizkaia, con motivo del centenario de la Federación Guipuzcoanoa de Fútbol.

## Clubes

### Clubes como jugadora
| Club          | País   | Año         |
| ------------- | ------ | ----------- |
| Añorga KKE    | España | 2003 - 2004 |
| Real Sociedad | España | 2004 - 2017 |

### Clubes como entrenadora
| Club            | País   | Año  |
| --------------- | ------ | ---- |
| Real Sociedad B | España | 2018 |

### Clubes como seleccionadora
| Club                   | País   | Año  |
| ---------------------- | ------ | ---- |
| Selección de Guipúzcoa | España | 2018 |

## Palmarés
| Título                | Club          | Sede       | Año  |
| --------------------- | ------------- | ---------- | ---- |
| Copa de Euskal Herria | Real Sociedad | País Vasco | 2012 |

## Obras
- Latidos de futbolista, 2014. ISBN 978-84-617-0758-4. (Prólogo escrito por Esteban Granero) [5][11]

## Premios y reconocimientos
- Es la jugadora con más partidos oficiales disputados con la Real Sociedad.[1]
- En 2017 Aintzane Encinas, junto a su compañera de equipo Maialen Zelaia, recibió la insignia de oro y brillantes de la Real Sociedad en el campo de Anoeta.[26]
- La última camiseta que utilizó antes de su retirada, se encuentra expuesta desde 2017 en el Museo de la Real Sociedad.[27]

- En 2018, junto a la exjugadora del Athletic, Eli Ibarra, fue elegida integrante del Comité de Fútbol Femenino de la Asociación de Futbolistas Españoles (AFE), que está formado por 11 jugadoras y exjugadoras.[28][19]
- En 2018, Xabi Prieto y Aintzane Encinas fueron presentados como embajadores internacionales de LaLiga. Es la segunda mujer que forma parte de este equipo de embajadores, siguiendo así los pasos de Vero Boquete.[29] La donostiarra se unió así a la lista de futbolistas encargados de la promoción de la competición por todo el mundo: Fernando Sanz, Samuel Eto'o, Xabi Prieto, Julio Baptista, Luis García, Diego Forlán, Gaizka Mendieta, Fernando Morientes, David Albelda, Carles Puyol, Ismael Urzaiz, César Sánchez, Frédéric Kanouté, Christian Karembeu, Robert Pirés, Milinko Pantić, Carlos Valderrama, Kiko Narváez, Xavi Hernández o Steve McManaman.[30][31]